# Neolitsea aciculata
Neolitsea aciculata (Blume) Koidz. – gatunek rośliny z rodziny wawrzynowatych (Lauraceae Juss.). Występuje naturalnie w południowej Japonii oraz na Tajwanie. 

## Morfologia

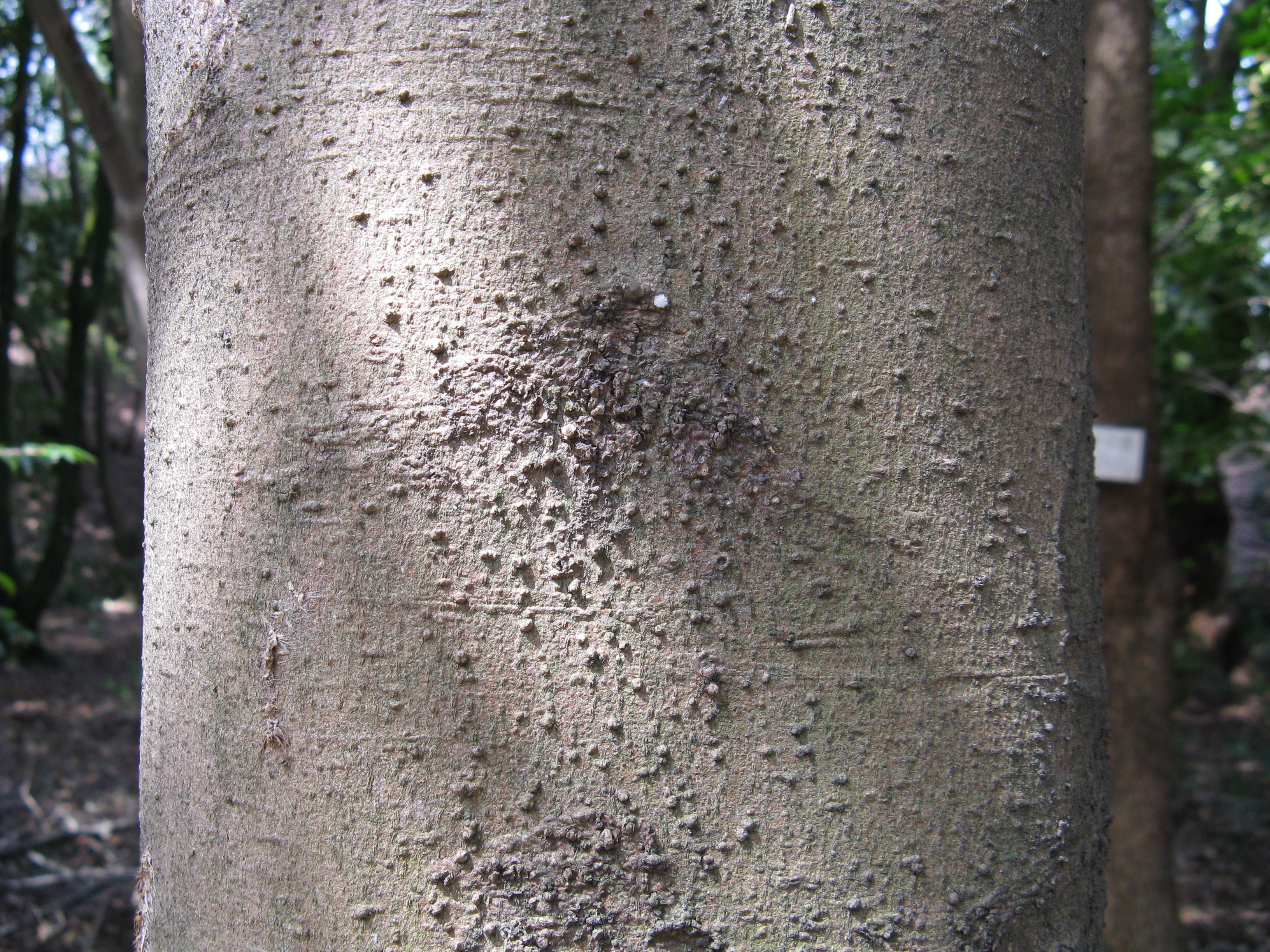
Pień

PokrójZimozielone drzewo. Gałęzie są pokryte szarym owłosieniem.
LiścieNaprzemianległe lub prawie okółkowe zebrane na końcach gałęzi. Mają kształt od lancetowatego do odwrotnie jajowato lancetowatego. Mierzą 6–9 cm długości oraz 2–3 cm szerokości. Są mniej lub bardziej owłosione od spodu. Nasada liścia jest ostrokątna. Blaszka liściowa jest o spiczastym wierzchołku. Ogonek liściowy jest owłosiony i dorasta do 5–10 mm długości.
KwiatySą niepozorne, jednopłciowe, zebrane po 4 w baldachy, rozwijają się w kątach pędów.
OwoceMają kształt od odwrotnie jajowatego do elipsoidalnego, osiągają 7 mm długości i 5–6 mm szerokości, osadzone w krążkowej miseczce.

## Biologia i ekologia
Roślina dwupienna. Rośnie w wiecznie zielonych lasach. Występuje na wysokości od 1300 do 2000 m n.p.m. Owoce dojrzewają od czerwca do lipca.